# Chedi

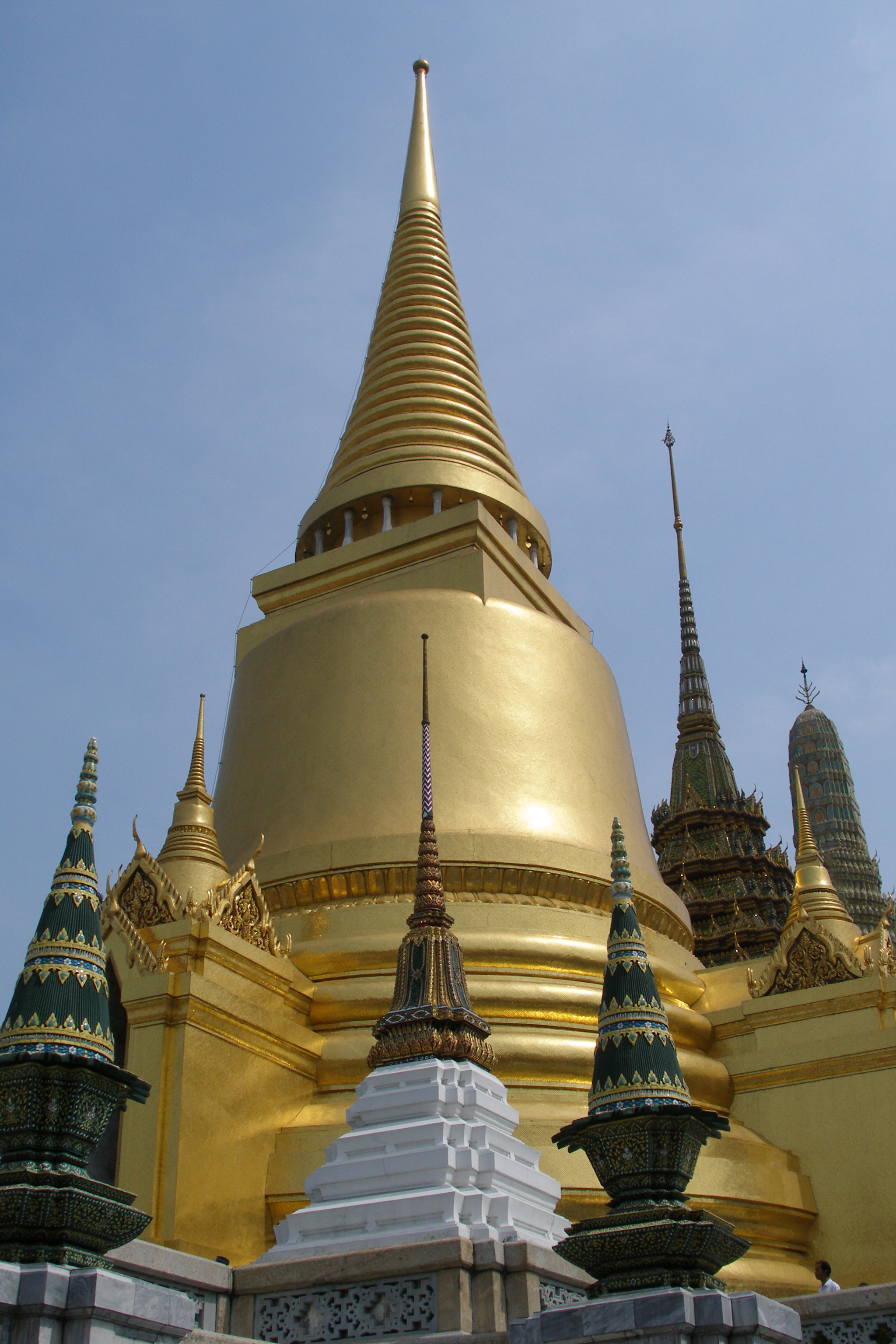
Phra Sri Rattana Chedi des Wat Phra Kaeo

Ein Chedi (thailändisch เจดีย์, Aussprache: [t͡ɕeːdiː]) ist Teil eines Wat, einer buddhistischen Tempelanlage in Thailand. Er entspricht dem Stupa in der Sakralarchitektur anderer buddhistischer Länder.
Das Wort Chedi ist die thailändische Adaption des Wortes Cetiya aus dem Pali, der Sprache des Buddha bzw. Chaitya aus dem Sanskrit. Dieses Wort kommt aus der Wurzel ci „aufhäufen“, „in einer bestimmten Ordnung anordnen“. Man kann damit nicht nur eine Cetiya, sondern auch einen Altar oder allgemein einen Platz der Anbetung bezeichnen. Es hat aber auch eine Nebenbedeutung von cit: „geistig fixieren“, „erinnern“, „instruieren“. Daher kann es – wie das Wort „Monument“ (lateinisch monere: erinnern) – nicht nur ein Stück Architektur bedeuten, sondern auch (Er-)Mahnung im weitesten Sinne.

## Hintergrund
In der Kalinga-Bodhi-Jataka führt der Buddha aus, dass es drei verschiedene Arten von Cetiya, also Mahnmalen gibt. Alle – so sagte der Buddha – können an seiner Stelle als Objekt der Verehrung dienen:
1. That Chedi (auch Sarira-Dhatu Chedi, Pali: dhatucetiya): Sie steht für Reliquien des Buddha, die ursprünglich in acht Teile aufgeteilt wurden.
2. Boriphok Chedi (Pali: paribhogacetiya): Dies sind persönliche Besitztümer des Buddha, wie seine Almosen-Schale oder Teile seiner Mönchs-Robe.
3. Utthesik Chedi (auch Uddissa Chedi, Pali: uddesikacetiya): „indikative Erinnerungsstücke und Nachbildungen“, also zum Beispiel eine Buddha-Statue oder auch ein Fußabdruck des Buddha, wie er zum Beispiel bei Saraburi entdeckt wurde. Ebenfalls in diese Kategorie gehören die kleinen Votivtäfelchen aus gebranntem Ton mit Abbildungen des Bodhi-Baumes oder auch des Dhamma-Cakra, dem Rad der Lehre.
4. Später kam noch eine vierte Art dazu: Thamma Chedi (Pali: Dhammacetiya): Dies bedeutet Abschriften von den heiligen buddhistischen Texten, der Tripitaka oder auch Kommentaren dazu.

## Geschichte
Im Laufe der Jahrhunderte wurden die Reliquien des Buddha immer wieder und wieder geteilt, aber ihre Anzahl vervielfältigte sich nicht in dem Maße, wie neue Chedis entstanden. Das bedeutet, dass die Mehrheit der Chedis, wie wir sie heute sehen, nur mehr Kopien von solchen sind, die wohl ehemals Reliquien enthalten haben mögen.
Die thailändischen Chedis stellen eine Weiterentwicklung der singhalesischen Dagoba dar, die ihrerseits aus dem indischen Stupa hervorging. Dies wird besonders deutlich, wenn man die Phra Chedi des Wat Phra Mahathat in Nakhon Si Thammarat betrachtet. Ihre Form wurde immer eleganter und schlanker. Der glockenförmige, nach oben spitz zulaufende Bau ist mitunter begehbar. Der Unterbau wird auch mit Nischen versehen, in denen Buddhafiguren verehrt werden.
Während der Zeit des Königreiches Ayutthaya wurde die Bauweise der Chedis weiterentwickelt: In den vier Himmelsrichtungen werden Schreine angebaut, die selbst wieder kleine Chedis tragen (siehe Bild unten). Durch ihre spätere, möglichst exakte Ausrichtung nach den vier Himmelsrichtungen sowie der in ihren Abmessungen erscheinenden Zahlensymbolik, wurden die jüngeren Bauten gleichzeitig zum geometrischen Abbild der buddhistischen Kosmologie.
Eine Tempelanlage kann mehrere Chedis besitzen, die mitunter auch mit Blattgold überzogen sind.

## Bilder

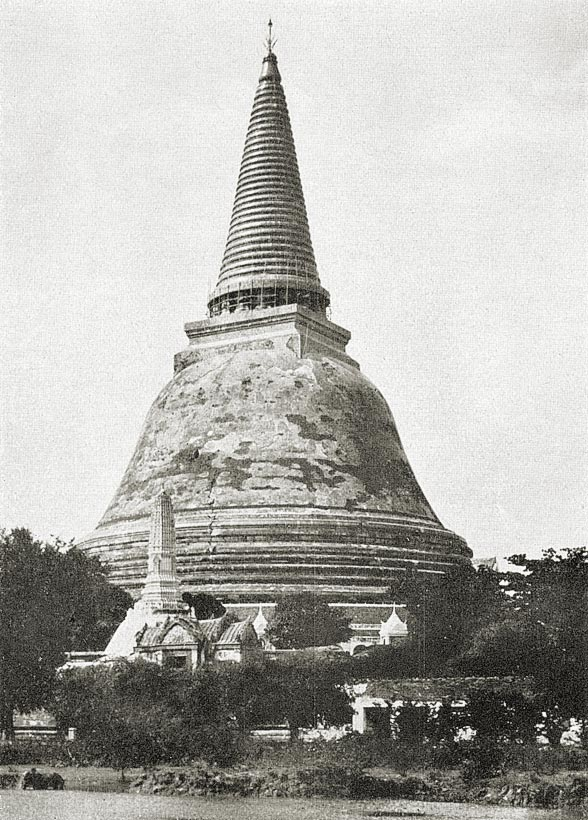
Der Phra Pathom Chedi in Nakhon Pathom; mit 127 m Höhe gilt er als das weltweit höchste buddhistische Bauwerk
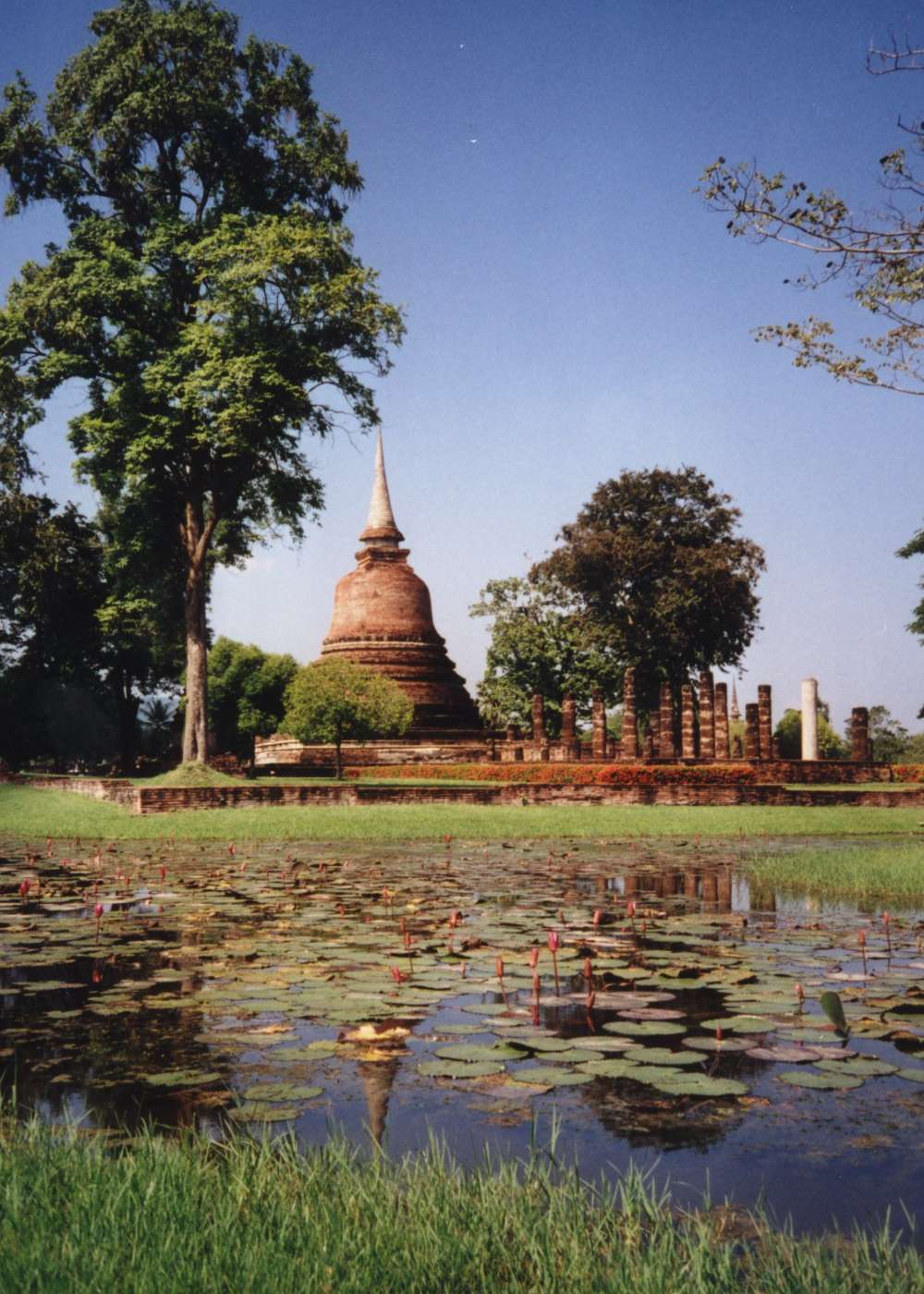
Chedi im Sri-Lanka-Stil, Sukhothai
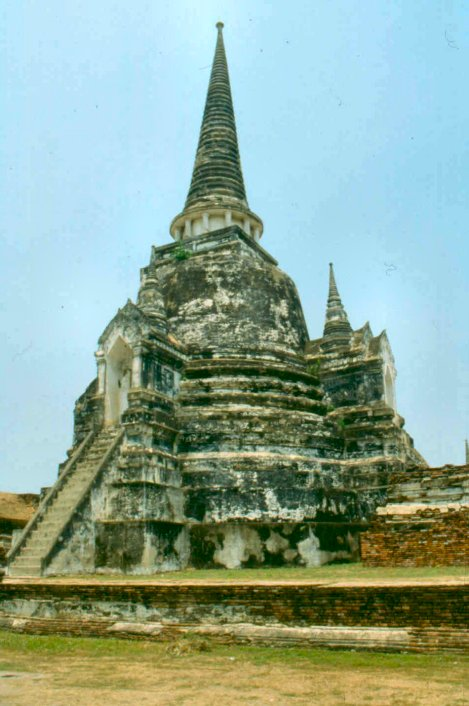
Wat Phra Si Sanphet, Ayutthaya
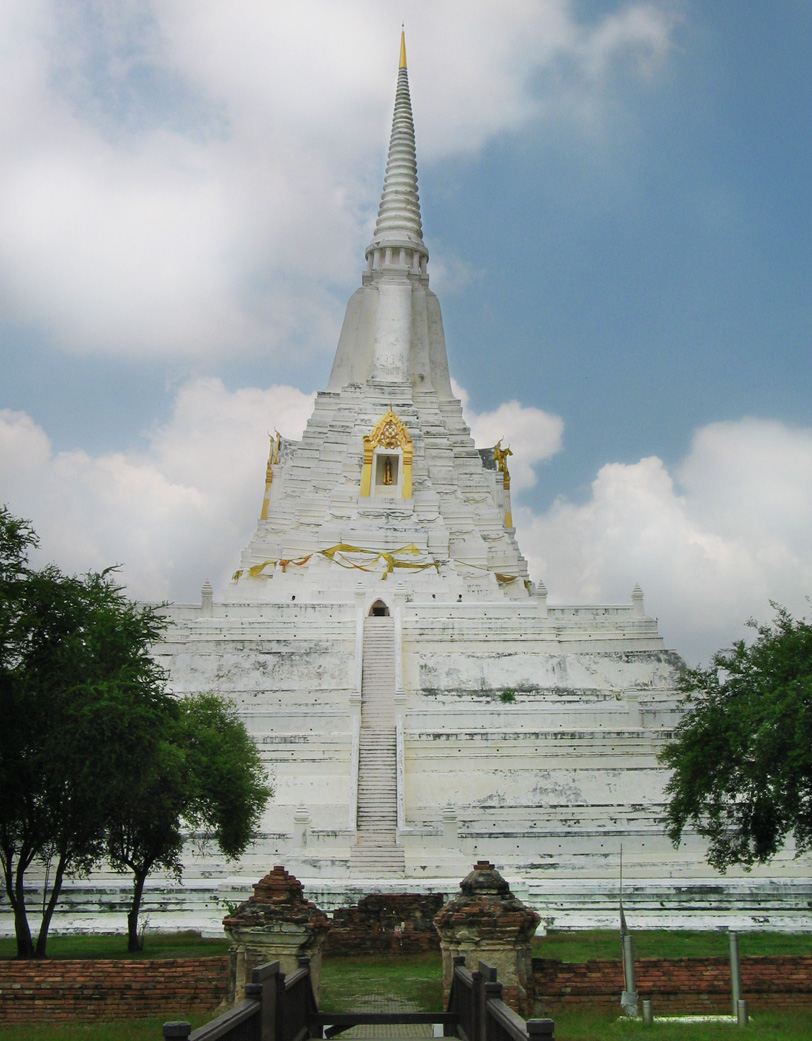
Chedi Phu Khao Thong (später Ayutthaya-Stil), Ayutthaya